# Украинская гривна
Гри́вна (укр. гривня, IPA: /ˈɦrɪvnʲɑ/) — национальная валюта Украины (с 1996 года), названная в честь древнерусской гривны, древней денежной единицы, представлявшей собой слиток серебра. Гривна делится на 100 копеек (укр. копійка).
Буквенный код валюты в стандарте ISO 4217 — UAH, цифровой — 980. Официальный знак — ₴.
Официальное сокращение — «грн», как для украинского, так и для русского языков. Варианты гр., грвн., грив., гвн. и грв. считаются ошибкой.

## Название

### Этимология
Слово «гривна» является производным от «грива». История даёт немало упоминаний о манере носить золотой гривень, представлявший собой скреплённые проволокой золотые пластинки, обычно круглой формы, нередко использовавшиеся в качестве платёжного средства.
Название гривна происходит от использовавшихся ещё в Киевской Руси, в XI веке — гривен. И. К. Кондратьев в 1893 году отмечал:
Гривна была известна с самого основания Руси и имела троякое значение: как знак отличия, как известный вес и как монета.
В XIV веке в Польше в законодательстве Казимира Великого вира (штраф) за убийство шляхтича определена была в 60 гривен, за рыцаря рядового 30 гривен и рыцаря последней категории — 15 гривен.
Со введением новой валюты (как во время УНР, так и в нынешние времена) слово получило новое рождение.

### На русском языке
Согласно российскому справочно-информационному порталу «Грамота.ру», по-русски название украинской денежной единицы пишется «гри́вна».
В общероссийском классификаторе валют для украинской валюты установлено название «гривна».

#### На территории Украины
Украинские официальные источники, в частности, перевод статьи 99 Конституции Украины на русский язык, размещённый на сайте Верховной Рады Украины, указывают наименование денежной единицы по-русски «гривня», а не «гривна». На практике можно встретить оба варианта названия.
Национальный банк Украины в своей телеграмме от 5 сентября 1996 года № 22-116/5182 относительно правильного отображения названия украинской денежной единицы «гривня» в других языках, в частности, в связи с употреблением во многих русскоязычных средствах массовой информации слова «гривна», разъяснил, что, «поскольку речь идёт не о переводе названия основной денежной единицы древней Руси в виде серебряного слитка весом приблизительно около фунта (рус. „гривна“), а о воспроизведении средствами русского языка фонетико-графических особенностей названия денежной единицы государства Украина, следует употреблять русскоязычное написание „гривня“, как это зафиксировано в официальном переводе Конституции Украины на русский язык (газета „Голос України“ („Голос Украины“) от 27.07.1996 г.».

## История

### Раннее средневековье
Гривна — весовая, денежно-весовая и денежно-счётная единица древней Руси и других славянских земель. В Средней и Северной Европе называлась «маркой». Название «гривна» происходит от украшения из золота или серебра в виде обруча, которое носили на шее (на «загривке»). Потом это слово приобрело новое значение — стало соответствовать определённому количеству (весу) ценного металла (гривна серебра — денежно-весовая единица). Поскольку это количество серебра могло слагаться из определённого числа одинаковых монет, возник счёт их на штуки. Гривна, состоящая из определённого количества монет, называлась гривной кун (денежно-счётная единица). Гривна серебра (весовая) и гривна кун (счётная) стали в древнерусском государстве платёжно-денежными понятиями. Сначала их вес был одинаковым. Но потом, вследствие нестабильного веса импортированных монет, а также эволюции самой гривны как единицы веса, гривна серебра стала равняться нескольким гривнам кун. В XII в. гривна серебра (ок. 204 г) по ценности равнялась уже 4 гривнам кун (1 гривна кун = ок. 51 г).

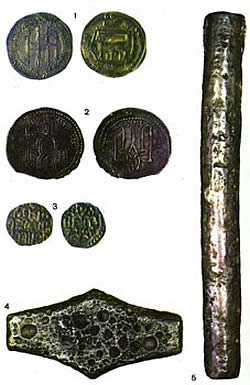
Монеты Киевской Руси и ВКЛ дирхемы, куны, ногаты, гривны (4 — киевский тип, 5 — литовский тип)

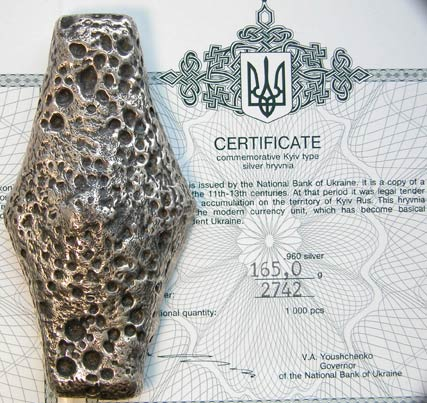
Так выглядели киевские слитки XI—XIII вв. (коллекционная копия, отчеканенная НБУ)

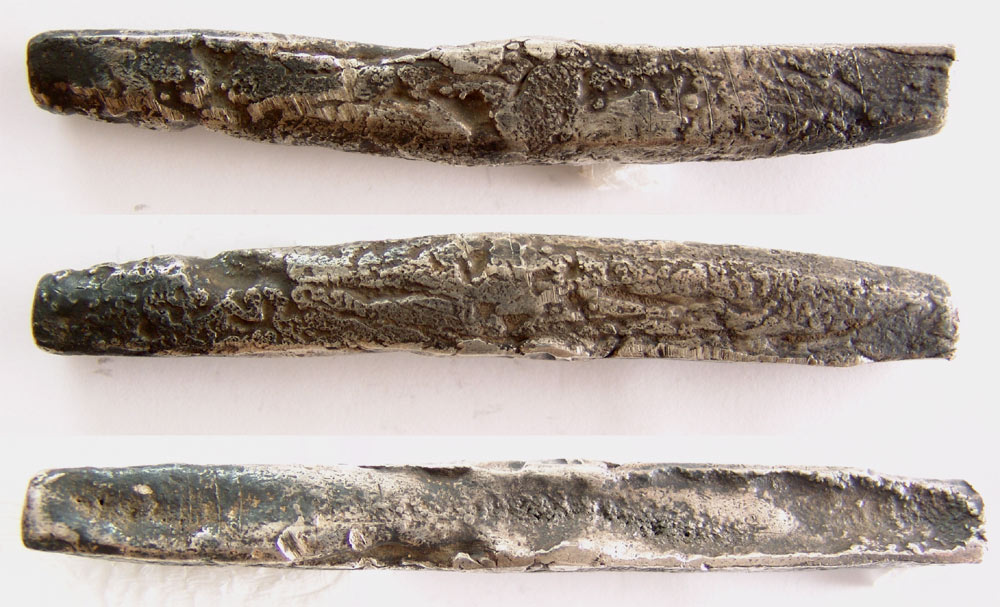
Новгородская Гривна из селища в районе Копорья

Гривна кун соответствовала определённому количеству платёжных единиц (монет). В XI веке гривна кун = 20 ногатам = 25 кунам = 50 резанам; в XII веке гривна кун = 20 ногатам = 50 кунам (куна на протяжении столетия уменьшилась вдвое).
После прекращения чеканки древнерусских монет (см. златник, сребреник) и поступления зарубежных монет основной формой денежного обращения на Руси стало обращение больших «неразменных» слитков серебра, так называемых монетных гривен. Этот период в истории русского денежного обращения (XII, XIII и частично XIV в.) назван «безмонетным периодом».
В Киевской Руси с XI века в обращении были киевские гривны шестиугольной формы, весом около 140—160 г, служившие единицей платежа и средством накопления до монголо-татарского нашествия. Наибольшее значение в денежном обращении на Руси имели новгородские гривны, известные сначала на северо-западных русских землях, а с середины XIII века — на всей территории Киевской Руси. Это были длинные серебряные палочки весом ок. 204 г. Переходной от киевской к новгородской была черниговская гривна (по форме близкая к киевской, а по весу — к новгородской гривне). На территории Приволжья известны также ладьеобразные татарские гривны, которые находят чаще всего с татарскими монетами XIV века.
В XIII веке, наряду с названием «гривна», для новгородских слитков серебра стало употребляться название «рубль», которое постепенно заменило гривну. Разные источники по-разному трактуют соотношение гривны и рубля. И. К. Кондратьев в книге «Седая старина Москвы» (1893) указывает:

Рубли были частями гривны или кусками серебра с зарубками, означавшими их вес. Каждая гривна разделялась на четыре части; название же рубль произошло от слова «рубить», потому что прут серебра в гривну весом разрубался на четыре части, которые и назывались рублями.

Большая советская энциклопедия указывает, что гривну рубили пополам и каждую половину называли рубль. Есть замечания, что слиток «рубль» весил столько же, сколько слиток «гривна», но изготовлялся по другой технологии и имел хорошо заметный шов на ребре. «Руб» на украинском, белорусском и польском — рубец, а на сербскохорватском — шов, кайма. Таким образом, термин рубль, скорее всего, следует понимать как «слиток со швом».
В XIV—XV вв. в Великом княжестве Литовском имели хождение литовские рубли, в источниках называемые также изрой. Это были палочкообразные слитки с одной или несколькими вмятинами на спинке, размером 10-17 см, весом 100—105 г.
В XV в. слиток «гривна» и слиток «рубль» перестали быть денежно-платёжными единицами в связи с увеличением масштабов чеканки монет и беспрерывной их порчей. С тех пор рубль закрепился как денежно-счётная единица, а позднее стал основной единицей русской монетной системы. Гривна продолжала существовать и далее уже только как единица веса — «гривенка» (скаловая гривенка, от «скалвы» — весы) в 204,75 грамма вплоть до замены её фунтом в XVIII в., половине которого она равнялась. Гривна как единица веса делилась на 48 золотников (по 4,26 г), а золотник — на 25 почек (по 0,17 г). Гривна весом 204 г была положена в основу чеканки русских монет.
В разные исторические времена термин «гривна» использовался при обозначении медной монеты в две с половиной копейки, затем — в три, и, наконец, название «гривенник» получила в народе серебряная монета стоимостью 10 копеек.

### 1918—1922
В соответствии с законом, принятым Центральной радой 1 марта 1918 года, денежной единицей Украинской Народной Республики была объявлена гривна. Гривна = 100 шагов, карбованец = 2 гривны.
Гривна была введена в денежное обращение с 17 октября 1918 года и изъята из обращения в ходе денежной реформы 1922—1924 годов.

### После 1991
16 июля 1990 года Верховный Совет УССР принял Декларацию о государственном суверенитете Украины. Вслед за этим, с ноября 1990 года на территории УССР в добавление к советским рублям использовались так называемые одноразовые отрезные купоны (печатались на листах формата А4 как с водяными знаками, так и без них). Покупка дефицитных товаров была возможна только при наличии купонов.
После провозглашения независимости Украины 24 августа 1991 года и выхода Украины из состава СССР, 10 января 1992 были введены в обращение временные банкноты, имевшие название купон и номинированные в рублях (укр. карбованець). Официально они назывались карбованцы, употреблялось также название купоно-карбованцы.
Ровно в это же время, в 1992—1995 гг., во Франции, Италии и Канаде были напечатаны банкноты с новой валютой — гривной.
В 1992—1993 гг. в ходе операции «Щит Украины» контейнеры с новой валютой были переправлены на Украину морским путём и по воздуху под охраной сотрудников спецподразделения «Альфа».
В соответствии с президентским указом № 762/96 Л. Д. Кучмы от 25 августа 1996 года «О денежной реформе на Украине» (опубликованном 29 августа 1996 года), гривна была введена в качестве денежной единицы 2 сентября 1996 года.
2 сентября 1996 начался обмен купоно-карбованцев на гривны в соотношении 100 000 крб = 1 грн. С этого дня в банках выдавались только гривны. До 16 сентября повсеместно к платежу принимались и карбованцы, и гривны. После этого обмен можно было произвести только в банках. Процедура обмена продолжалась до 30 сентября 1997 года.
В 1997 году в городе Малин Житомирской области была введена в эксплуатацию фабрика по производству банкнотной бумаги, выпуск металлических монет был освоен на Луганском патронном заводе.
По итогам 2019 года украинская гривна показала наибольший рост курса среди всех мировых валют.

## Знак валюты
Символ гривны представляет собой рукописный вариант кириллической буквы г с двумя горизонтальными чертами, символизирующими стабильность, как и в знаках других валют, например ¥ или €.
Знак гривны был официально представлен 1 марта 2004 года. Дизайн символа был выбран в ходе конкурса, проведённого Национальным банком Украины в 2003 году. Знак ₴ получил код U+20B4 в кодировке Unicode версии 4.1, опубликованной в 2005 году (может не отображаться в устаревших шрифтах), присутствует на клавиатурной раскладке «Украинская — расширенная» начиная с Windows Vista.
Графический символ гривны присутствует в форме светлого водяного знака на купюрах номиналом 1 гривна (2006 года), 200 (2007 года) и 500 (2006 года) гривен.
Символ гривны практически идентичен символу древнеримской весовой единицы — димидии (половины секстулы). Разница лишь в количестве горизонтальных чёрточек: у знака гривны их две, у древнеримской единицы веса — одна.

## Монеты
В качестве названия разменной монеты рассматривались «резана», «сотый» и «шаг», но принято было название «копейка». Первые копейки были отчеканены в 1992 году, но в обращение поступили только 2 сентября 1996 года. 2 сентября 1996 года в обращение поступили монеты 1, 2, 5, 10, 25, 50 копеек, отчеканенные в 1992—1996 годах. Они были изготовлены на Монетном дворе Италии, а также на Луганском патронном заводе. Монеты в 1 гривну, отчеканенные в 1995—1996 годах, были выпущены в обращение 12 марта 1997 года, а некоторые отчеканенные в 1996 году монеты в 1 гривну — 1 сентября 1998 года.
В настоящее время в обращении находятся разменные монеты номиналом 10, 50 копеек, а также оборотные — 1 гривна, 2, 5 и 10 гривен. На аверсе монеты — герб и название государства, растительный орнамент и год чеканки; на реверсе — номинал и растительный орнамент. С 2004 года вместо монеты номиналом 1 гривна образца 1995 года выпускается монета с изображением Владимира Великого на реверсе. 1 октября 2013 года в обращение введены монеты номиналом 50 копеек 2013 года чеканки из низкоуглеродистой стали с гальваническим покрытием. Монеты номиналом 50 копеек 2013 года чеканки функционируют в обращении вместе с соответствующими монетами предыдущих лет выпуска. Монеты номиналом 1, 2 и 5 копеек перестали быть платёжным средством с 1 октября 2019 года.
С 2018 года банкноты номиналами в 1, 2, 5 и 10 гривен постепенно заменяются монетами соответствующего достоинства.
1 октября 2020 года была изъята из оборота монета в 25 копеек, а также начинается процесс вывода из обращения банкнот номиналом 1 и 2 гривны образца 2003—2007 годов и монет номиналом 1 гривна образцов 1996—2016 годов.
В сентябре 2020 года министр Кабинета министров Олег Немчинов обратился к главе Национального банка с просьбой сменить изображения киевских князей Владимира Великого и Ярослава Мудрого на монетах номиналом 1 гривна и 2 гривны: «Я хочу попросить сбрить бороду Владимиру Великому и Ярославу Мудрому и вернуть нам наших князей в таком виде, в котором они были на оригинальных, лучших гривнах». На банкнотах первого и второго поколений Владимир Великий и Ярослав Мудрый были изображены без бород, но в 2000-х годах их портреты изменили и эти же изображения попали на монеты.
| Монеты в обращении                                                                       | Монеты в обращении | Монеты в обращении | Монеты в обращении | Монеты в обращении | Монеты в обращении                                 | Монеты в обращении                               | Монеты в обращении | Монеты в обращении                                 | Монеты в обращении   |
| Изображение                                                                              | Номинал            | Диаметр (мм)       | Толщина (мм)       | Масса (г)          | Материал                                           | Гурт                                             | Даты               | Даты                                               | Даты                 |
| Изображение                                                                              | Номинал            | Диаметр (мм)       | Толщина (мм)       | Масса (г)          | Материал                                           | Гурт                                             | введения           | чеканки                                            | изъятия из обращения |
| ---------------------------------------------------------------------------------------- | ------------------ | ------------------ | ------------------ | ------------------ | -------------------------------------------------- | ------------------------------------------------ | ------------------ | -------------------------------------------------- | -------------------- |
|                                                                                          | 10 копеек          | 16,3               | 1,25               | 1,70               | латунь                                             | рубчатый                                         | 2 сентября 1996    | 1992 1994 1996                                     |                      |
|                                                                                          | 10 копеек          | 16,3               | 1,25               | 1,70               | алюминиевая бронза                                 | рубчатый                                         | н/д                | 2001, 2002—2013, 2014—2016                         |                      |
|                                                                                          | 10 копеек          | 16,3               | 1,25               | 1,70               | низкоуглеродистая сталь с гальваническим покрытием | рубчатый                                         | н/д                | 2014—2016, 2019, 2022                              |                      |
|                                                                                          | 50 копеек          | 23,0               | 1,55               | 4,20               | латунь                                             | прерывисто- рубчатый                             | 2 сентября 1996    | 1992 1994—1996                                     |                      |
|                                                                                          | 50 копеек          | 23,0               | 1,55               | 4,20               | низкоуглеродистая сталь с гальваническим покрытием | прерывисто- рубчатый                             | н/д                | 2013—2016, 2018, 2019, 2023                        |                      |
|                                                                                          | 1 гривна           | 26,0               | 1,85               | 7,10               | латунь                                             | гладкий с надписью «ОДНА ГРИВНЯ» и годом чеканки | 12 марта 1997      | 1992—1996 2001—2003                                |                      |
|                                                                                          | 1 гривна           | 26,0               | 1,85               | 6,80               | алюминиевая бронза                                 | гладкий с надписью «ОДНА ГРИВНЯ» и годом чеканки | 25 октября 2004    | 2004—2006 2008 2010—2012 2013 2014—2015 2016, 2018 |                      |
| Примечание: жирным выделены годы, когда данные монеты выходили только в составе наборов. |                    |                    |                    |                    |                                                    |                                                  |                    |                                                    |                      |

### Монеты образца 2018 года
14 марта 2018 года Национальный банк Украины заявил о введении в обращение монет номиналами 1, 2, 5 и 10 гривен, которые постепенно заменят банкноты соответствующих номиналов; на реверсах этих монет будут сохранены портреты лиц, ранее изображённых на банкнотах тех же номиналов. Монеты номиналами 1 и 2 гривны введены в обращение 27 апреля 2018 года, монета 5 гривен — введена 20 декабря 2019 года, монета 10 гривен — введена 3 июня 2020 года.
По информации регулятора, выпуск новых монет обусловлен текущими потребностями государства и экономики, а также мировым опытом. К примеру, в международной практике номинальные ряды имеют в среднем 12 номиналов денежных знаков. Также в НБУ напомнили, что доля безналичных расчётов на Украине с использованием платёжных карт за последние пять лет выросла более чем втрое — с 12,4 % до 44,3 %. То есть, благодаря активному развитию безналичных расчётов украинцы могут активнее рассчитываться платёжными картами.
| Монеты образца 2018 года | Монеты образца 2018 года | Монеты образца 2018 года | Монеты образца 2018 года | Монеты образца 2018 года | Монеты образца 2018 года | Монеты образца 2018 года | Монеты образца 2018 года                  | Монеты образца 2018 года | Монеты образца 2018 года        | Монеты образца 2018 года | Монеты образца 2018 года | Монеты образца 2018 года |
| Изображение              | Изображение              | Изображение              | Номинал (гривен)         | Диаметр (мм)             | Толщина (мм)             | Масса (г)                | Материал                                  | Описание                 | Описание                        | Описание                 | Даты                     | Даты                     |
| Аверс                    | Реверс                   | Гурт                     | Номинал (гривен)         | Диаметр (мм)             | Толщина (мм)             | Масса (г)                | Материал                                  | Гурт                     | Аверс                           | Реверс                   | чеканки                  | выпуска                  |
| ------------------------ | ------------------------ | ------------------------ | ------------------------ | ------------------------ | ------------------------ | ------------------------ | ----------------------------------------- | ------------------------ | ------------------------------- | ------------------------ | ------------------------ | ------------------------ |
|                          |                          |                          | 1                        | 18,9                     | 1,8                      | 3,3                      | сталь с гальваническим покрытием          | рубчатый                 | Герб Украины, номинал, орнамент | Владимир Великий         | 2018—2024                | 27 апреля 2018           |
|                          |                          |                          | 2                        | 20,2                     | 1,8                      | 4,0                      | сталь с гальваническим покрытием          | рубчатый                 | Герб Украины, номинал, орнамент | Ярослав Мудрый           | 2018—2024                | 27 апреля 2018           |
|                          |                          |                          | 5                        | 22,1                     | 2                        | 5,2                      | цинковый сплав с гальваническим покрытием | прерывисто- рубчатый     | Герб Украины, номинал, орнамент | Богдан Хмельницкий       | 2019—2024                | 20 декабря 2019          |
|                          |                          |                          | 10                       | 23,5                     | 2,3                      | 6,4                      | цинковый сплав с гальваническим покрытием | рубчатый                 | Герб Украины, номинал, орнамент | Иван Мазепа              | 2020—2024                | 3 июня 2020              |

### Изъятые из обращения монеты
С 1 июля 2018 года прекращён дополнительный выпуск в обращение монет номиналом в 1, 2, 5 и 25 копеек. Было объявлено, что обращение монет этих номиналов будет продолжаться до принятия Правлением Национального банка Украины отдельного решения об их изъятии. 25 июня 2019 года Национальный банк объявил, что монеты в 1, 2 и 5 копеек перестанут быть законным платёжным средством и будут изъяты из обращения 1 октября 2019 года.
| Монеты, которые были изъяты из обращения                                                 | Монеты, которые были изъяты из обращения | Монеты, которые были изъяты из обращения | Монеты, которые были изъяты из обращения | Монеты, которые были изъяты из обращения | Монеты, которые были изъяты из обращения | Монеты, которые были изъяты из обращения           | Монеты, которые были изъяты из обращения | Монеты, которые были изъяты из обращения | Монеты, которые были изъяты из обращения | Монеты, которые были изъяты из обращения | Монеты, которые были изъяты из обращения                                            |
| Изображение                                                                              | Изображение                              | Номинал                                  | Диаметр (мм)                             | Толщина (мм)                             | Масса (г)                                | Материал                                           | Гурт                                     | Даты                                     | Даты                                     | Даты                                     | Даты                                                                                |
| Аверс                                                                                    | Реверс                                   | Номинал                                  | Диаметр (мм)                             | Толщина (мм)                             | Масса (г)                                | Материал                                           | Гурт                                     | введения                                 | чеканки                                  | изъятия из обращения                     | окончания обмена                                                                    |
| ---------------------------------------------------------------------------------------- | ---------------------------------------- | ---------------------------------------- | ---------------------------------------- | ---------------------------------------- | ---------------------------------------- | -------------------------------------------------- | ---------------------------------------- | ---------------------------------------- | ---------------------------------------- | ---------------------------------------- | ----------------------------------------------------------------------------------- |
|                                                                                          |                                          | 1 копейка                                | 16,0                                     | 1,20                                     | 1,50                                     | нержавеющая сталь                                  | гладкий                                  | 2 сентября 1996                          | 1992 1996 2000—2012 2013—2016, 2018      | 1 октября 2019                           | 30 сентября 2020 (все банки) 30 сентября 2022 (Национальный и уполномоченные банки) |
|                                                                                          |                                          | 2 копейки                                | 17,3                                     | 1,20                                     | 0,64                                     | алюминий                                           | гладкий                                  | 2 сентября 1996                          | 1992—1994 1996                           | 1 октября 2019                           | 30 сентября 2020 (все банки) 30 сентября 2022 (Национальный и уполномоченные банки) |
| 1,80                                                                                     | нержавеющая сталь                        | 2 копейки                                | 17,3                                     | 1,20                                     | 2001—2012 2013—2016, 2018                |                                                    | гладкий                                  | 2 сентября 1996                          |                                          | 1 октября 2019                           | 30 сентября 2020 (все банки) 30 сентября 2022 (Национальный и уполномоченные банки) |
|                                                                                          |                                          | 5 копеек                                 | 24,0                                     | 1,50                                     | 4,30                                     | нержавеющая сталь                                  | рубчатый                                 | 2 сентября 1996                          | 1992 1996 2001 2003—2015 2016, 2018      | 1 октября 2019                           | 30 сентября 2020 (все банки) 30 сентября 2022 (Национальный и уполномоченные банки) |
|                                                                                          |                                          | 25 копеек                                | 20,8                                     | 1,35                                     | 2,90                                     | латунь                                             | прерывисто- рубчатый                     | 2 сентября 1996                          | 1992 1994—1996                           | 1 октября 2020                           | 30 сентября 2021 (все банки) 30 сентября 2023 (Национальный и уполномоченные банки) |
|                                                                                          |                                          | 25 копеек                                | 20,8                                     | 1,35                                     | 2,90                                     | алюминиевая бронза                                 | прерывисто- рубчатый                     | н/д                                      | 2001 2003 2006—2013 2014—2016            | 1 октября 2020                           | 30 сентября 2021 (все банки) 30 сентября 2023 (Национальный и уполномоченные банки) |
|                                                                                          |                                          | 25 копеек                                | 20,8                                     | 1,35                                     | 2,90                                     | низкоуглеродистая сталь с гальваническим покрытием | прерывисто- рубчатый                     | н/д                                      | 2014—2015 2018                           | 1 октября 2020                           | 30 сентября 2021 (все банки) 30 сентября 2023 (Национальный и уполномоченные банки) |
| Примечание: жирным выделены годы, когда данные монеты выходили только в составе наборов. |                                          |                                          |                                          |                                          |                                          |                                                    |                                          |                                          |                                          |                                          |                                                                                     |

### Памятные монеты
В коллекционных целях выпускаются памятные и юбилейные монеты достоинством 2, 5, 10, 20, 50, 100, 125, 200, 250, 500 гривен. Также выпускаются инвестиционные монеты — серебряные (проба — 999,9) номиналом 1 гривна и золотые (проба — 999,9) номиналом 2, 5, 10, 20 гривен.
В обращении находятся 6 монет номиналом в 1 гривну, выпущенные в 2004, 2005, 2010, 2012, 2015 и 2016 годах, посвящённые различным юбилеям и событиям. Параметры этих монет аналогичны параметрам монеты в 1 гривну образца 2004 года. По классификации НБУ эти монеты являются не памятными, а оборотными монетами. С 1 октября 2020 года начинается процесс постепенного вывода данного вида монет из обращения. В это же время вводится практика обращения памятных оборотных монет номиналом 10 гривен.
| Монеты номиналом в 1 гривну, находящиеся в обращении | Монеты номиналом в 1 гривну, находящиеся в обращении |
| ---------------------------------------------------- | --- |
|                                                      | Реверс: надпись на укр. «60 років визволення України від фашистських загарбників» (60 лет освобождения Украины от фашистских захватчиков), лацкан пиджака с орденами и медалями. Дата выпуска: 25 октября 2004                                    |
|                                                      | Реверс: надпись на укр. «60 років Перемоги у Великій Вітчизняній війні 1941—1945» (60 лет Победы в Великой Отечественной войне 1941—1945), солдаты, освещённые тремя прожекторами. Дата выпуска: 28 апреля 2005                                   |
|                                                      | Реверс: надпись на укр. «65 років Перемоги 1945—2010» (65 лет Победы 1945—2010), Орден Отечественной войны, Георгиевская лента, две гвоздики у Вечного огня. Дата выпуска: 28 апреля 2010                                                         |
|                                                      | Реверс: надпись на укр. «Фінальний турнір Чемпіонату Європи з футболу 2012 р.» (Финальный турнир Чемпионата Европы по футболу 2012 г.), в центре логотип Евро-2012, под ним надписи: «UEFA/EURO 2012™/POLAND-UKRAINE». Дата выпуска: 1 марта 2012 |
|                                                      | Реверс: надпись на укр. «70 років перемоги» (70 лет Победы). Дата выпуска: 7 мая 2015 |
|                                                      | Реверс: стилизованная композиция: одногривневая монета на фоне одногривневых банкнот, надписи на укр. «ГРОШОВІЙ РЕФОРМІ В УКРАЇНІ» (денежной реформе на Украине), «20 РОКІВ» (20 лет) и знак гривны внизу. Дата выпуска: 1 сентября 2016          |

## Банкноты
На территории Украины действительны все денежные знаки гривен, отпечатанные в 2003 году и позже и официально введённые в обращение. Банкноты гривен образцов до 2003 года (всех выпусков) окончательно выведены из наличного обращения в соответствии с постановлениями правления НБУ с 1 октября 2020 года. Банкноты, изымаемые из обращения, остаются законным платёжным средством и функционируют в обращении без ограничения срока, до их полного изъятия (в таблицах указана дата начала изъятия банкноты из обращения; порядок и процедура проведения изъятия определяются постановлениями правления НБУ).
В обращении находятся банкноты достоинством 1, 2, 5, 10, 20, 50, 100, 200, 500, и 1000 гривен. Серия этих банкнот печатается с 2003 года. Первой была выпущена банкнота номиналом 20 гривен, так как банкнота аналогичного номинала образца 1994—2001 годов была очень популярна среди фальшивомонетчиков.
В 2018 году началась чеканка монет 1 и 2 гривны нового образца. НБУ сообщил о намерении постепенно заменить банкноты номиналами в 1, 2, 5 и 10 гривен монетами аналогичных номиналов
25 октября 2019 года выпущена в обращение банкнота в 1000 гривен.
| Банкноты в обращении                            | Банкноты в обращении | Банкноты в обращении | Банкноты в обращении | Банкноты в обращении | Банкноты в обращении | Банкноты в обращении                                  | Банкноты в обращении | Банкноты в обращении     | Банкноты в обращении |
| Изображение                                     | Изображение          | Номинал (гривен)     | Размеры (мм)         | Основные цвета       | Описание             | Описание                                              | Даты                 | Даты                     | Даты                 |
| Лицевая сторона                                 | Оборотная сторона    | Номинал (гривен)     | Размеры (мм)         | Основные цвета       | Лицевая сторона      | Оборотная сторона                                     | выпуска              | печати                   | изъятия              |
| ----------------------------------------------- | -------------------- | -------------------- | -------------------- | -------------------- | -------------------- | ----------------------------------------------------- | -------------------- | ------------------------ | -------------------- |
|                                                 |                      | 1                    | 118×63               | серо-зелёный         | Владимир Великий     | Город Владимира в Киеве                               | 1 декабря 2004       | 2004 2005                | 1 октября 2020       |
|                                                 |                      | 1                    | 118×63               | жёлтый, синий        | Владимир Великий     | Город Владимира в Киеве                               | 22 мая 2006          | 2006 2011 2014 2018      | 1 октября 2020       |
|                                                 |                      | 2                    | 118×63               | коричневый           | Ярослав Мудрый       | Собор Святой Софии в Киеве                            | 28 сентября 2004     | 2004 2005 2011 2013 2018 | 1 октября 2020       |
|                                                 |                      | 5                    | 118×63               | синий                | Богдан Хмельницкий   | Ильинская церковь в Суботове                          | 14 июня 2004         | 2004 2005 2011 2013 2015 | 1 января 2023        |
|                                                 |                      | 10                   | 124×66               | красный              | Иван Мазепа          | панорама Киево-Печерской лавры                        | 1 ноября 2004        | 2004 2005                | 1 января 2023        |
|                                                 |                      | 10                   | 124×66               | красный              | Иван Мазепа          | панорама Киево-Печерской лавры                        | 4 августа 2006       | 2006 2011 2013 2015      | 1 января 2023        |
|                                                 |                      | 20                   | 130×69               | зелёный              | Иван Франко          | Львовский оперный театр                               | 1 декабря 2003       | 2003 2005 2011 2013 2016 | 1 января 2023        |
|                                                 |                      | 20                   | 130×69               | зелёный              | Иван Франко          | Львовский оперный театр                               | 25 сентября 2018     | 2018 2021 2023           | в обращении          |
|                                                 |                      | 50                   | 136×72               | фиолетовый           | Михаил Грушевский    | здание Центральной Рады УНР                           | 29 марта 2004        | 2004 2005 2011 2013 2014 | в обращении          |
|                                                 |                      | 50                   | 136×72               | фиолетовый           | Михаил Грушевский    | здание Центральной Рады УНР                           | 20 декабря 2019      | 2019 2021                | в обращении          |
|                                                 |                      | 100                  | 142×75               | жёлтый, оливковый    | Тарас Шевченко       | Днепр и слепой бандурист с мальчиком-поводырём        | 20 февраля 2006      | 2005 2011 2014           | 1 января 2023        |
|                                                 |                      | 100                  | 142×75               | жёлтый, розовый      | Тарас Шевченко       | Киевский национальный университет им. Тараса Шевченко | 9 марта 2015         | 2014 2019 2021 2022      | в обращении          |
|                                                 |                      | 200                  | 148×75               | розовый              | Леся Украинка        | башня Луцкого замка                                   | 28 мая 2007          | 2007 2011 2013 2014      | в обращении          |
|                                                 |                      | 200                  | 148×75               | розовый              | Леся Украинка        | башня Луцкого замка                                   | 25 января 2020       | 2019 2021                | в обращении          |
|                                                 |                      | 500                  | 154×75               | персиковый           | Григорий Сковорода   | Киево-Могилянская академия                            | 15 сентября 2006     | 2006 2011 2014 2015      | 1 августа 2024       |
|                                                 |                      | 500                  | 154×75               | бежевый              | Григорий Сковорода   | Киево-Могилянская академия                            | 11 апреля 2016       | 2015 2018 2021 2023      | в обращении          |
|                                                 |                      | 1000                 | 160×75               | голубой              | Владимир Вернадский  | Президиум Национальной академии наук Украины          | 25 октября 2019      | 2019 2021 2023           | в обращении          |
| Масштаб изображений — 1,0 пикселя на миллиметр. |                      |                      |                      |                      |                      |                                                       |                      |                          |                      |

## Режим валютного курса
Система валютного ценообразования на Украине традиционно ориентирована на доллар США. Согласно «Положению об установлении официального курса гривны к иностранным валютам и курса банковских металлов», утверждённому постановлением НБУ № 496 от 12 ноября 2003 года, Национальный банк ежедневно устанавливает официальный курс гривны к доллару, а гривенные курсы всех остальных валют пересчитываются либо на основе их биржевых котировок к доллару (для свободно конвертируемых валют), либо на основе официальных национальных котировок доллара.
За прошедшее время существовало несколько режимов валютного курса: валютный коридор, фиксированный, плавающий курс. В отдельные периоды официальный курс существенно отличался от коммерческого, по которому фактически производился обмен.
Курс НБУ на момент ввода в обращение гривны составлял 1,76 гривны за доллар США (то есть 176 000 купонов). В дальнейшем, примерно в течение двух лет после введения курс гривны к доллару держался на уровне 2 грн за доллар. После начала российского финансового кризиса в августе 1998 года НБУ перешёл к жёсткому администрированию валютного рынка и старался лавировать на рынке государственных облигаций, чтобы не допустить панического оттока инвестиций. В сентябре 1998 года курс резко упал до 3,42 грн за доллар и постепенно падал в следующем году. В начале февраля 2000 года курс достиг уровня 5,60 и гривна начала постепенно понемногу укрепляться. С апреля 2005 руководство Нацбанка Украины 3 года поддерживало фиксированный официальный курс 5,05 грн за доллар.
В июне 2008 официальный курс изменился до 4,85 грн за доллар. После июля 2008 Национального банка Украины постепенно переходит от фиксированного курсообразования к плавающему и официальный курс начинает изменяться всё чаще.
Летом 2008 года коммерческий курс составил 4,50 грн за доллар (на 0,35 грн меньше официального), а в начале октября 2008 года достиг 5,15-5,30 грн (на 0,25-0,40 грн выше официального). 7 октября 2008 на межбанковских торгах курс достиг 5,5-5,6 грн за доллар, а в обменных — 5,90. Совет НБУ изменил прогнозный курс до 4,95 и установил официальный курс 4,89 грн за доллар. На конец декабря 2008 года курс достиг уровня 7,87 грн за доллар (на межбанковских торгах свыше 9 грн).
В конце декабря 2009 года курс гривны к доллару США стабилизировался на уровне 8,00 грн за доллар (или примерно четыре российских рубля за гривну). В течение 2010—2013 годов курс колебался в узком интервале 7,9-8,0 гривен за доллар (3,70-3,80 российских рубля за гривну).
С января по август 2014 года гривна обесценилась по отношению к доллару США на 73,85 %. К 11 ноября 2014 курс гривны по отношению к доллару США достиг отметки 15,77 гривны за доллар.
К 6 февраля 2015 года курс достиг отметки 25,80 гривны за доллар (примерно 3,5 руб. за гривну).
В 2016 году, а особенно во втором квартале 2016 года, гривна несколько немного укрепилась по отношению к доллару. Так, 26 июля 2016 года курс составил 24,7877 гривны за доллар, (2,8133 руб. за гривну). 26 января 2018 года курс гривны к рублю достиг исторического минимума с момента ввода (1,94 рубля за гривну), после чего начал постепенно повышаться.
В 2019 году украинская гривна показала самый большой рост с начала года по отношению к доллару среди всех мировых валют. По итогам на 31.12.19 курс гривны вырос на +17 % до 23,87 гривны за доллар, против курса 28,12 в начале года.